# Dòng chảy ổn định
Khái niệm dòng chảy ổn định được dùng để chỉ trạng thái chuyển động của một môi trường chất lưu mà trạng thái chuyển động của nó không thay đổi theo thời gian.
Chúng ta thường gặp các thuật ngữ tương đương như dòng chảy tĩnh, dòng chảy dừng, dòng chảy đã được thiết lập.
Đối với một hệ khí động lực học chẳng hạn, các thông số khí động là các hàm số chỉ phụ thuộc vào tọa độ không gian, mà không phụ thuộc vào thời gian. Gọi vecto {\displaystyle {\vec {f}}} là vecto các thông số đặc trưng của hệ. Khi đó đạo hàm riêng của {\displaystyle {\vec {f}}} theo thời gian sẽ bằng không:
{\displaystyle {\partial {\vec {f}} \over \partial {t}}=0}
Đối với môi trường liên tục không nhớt, không nén được, hệ phương trình mô tả trạng thái thường là hệ phương trình Euler. Các thông số khí động thường sử dụng gồm có các thành phần vận tốc u, v, w, mật độ {\displaystyle \rho }, áp suất p. Ở chế độ chảy ổn định các thông số khí động này là các hàm chỉ phụ thuộc vào tọa độ không gian (và có thể là các tham số khác), nhưng không phụ thuộc vào thời gian. Theo đó mà các đại lượng thứ sinh (thu được từ các đại lượng trên qua các hệ thức liên hệ) như nhiệt độ T, entropy S, enthalpy H,... cũng là các hàm không phụ thuộc thời gian.
Trên thực tế rất ít khi gặp dòng chảy ổn định. Trong môi trường chất lưu các thông số của hệ luôn có những xung nhiễu nhất định. Chúng thường là ngẫu nhiên, không xác định và thay đổi theo thời gian. Hiện tượng chảy ổn định cũng chỉ là trường hợp hạn hữu. Đa phần các dòng chảy của chất lỏng, khí, plasma trong tự nhiên thường liên quan đến các hiện tượng chảy rối, xoáy, nhiễu,...

## Ví dụ
Một hệ thống dòng chảy trong ống với lưu lượng nước cấp không đổi sẽ có trạng thái dòng chảy ổn định (lưu ý là trong trường hợp vận tốc chảy khá nhỏ). Trong sông ngòi, dòng chảy ổn định thường xảy ra trong mùa khô; về mùa mưa lũ nói chung không có dòng chảy ổn định.

## Dòng chảy ổn định và dòng chảy đều trong kênh
Thực tế dòng chảy đều luôn bao hàm luôn cả tính ổn định. Vì vậy, một dòng chảy chỉ thuộc một trong ba loại sau:
- Dòng chảy đều (ổn định)
- Dòng chảy không đều, nhưng ổn định
- Dòng chảy không ổn định (không đều)

## Những nhân tố ảnh hưởng tới dòng chảy
Có nhiều nhân tố ảnh hưởng:
- Độ dốc hoặc thẳng đứng: Nếu dòng chảy càng nghiêng nhiều từ 0o đến 900 dòng chảy của chất lỏng càng mạnh
- Chiều rộng: Nếu dòng chảy có chiều rộng quá lớn dòng chảy sẽ nhỏ nhưng nếu dòng chảy có chiều rộng nhỏ thì tốc độ dòng chảy càng nhanh
- Tốc độ dòng chảy: Nếu dòng chảy có tốc độ lớn (Số Reynolds cao), sự ổn định của dòng chảy bị phá vỡ
- Điều kiện biên: Nếu dòng chảy có tiếp xúc với các vật chắn là các mặt rắn, hoặc các mặt chất lỏng khác,... thì yếu tố chuyển động của dòng chảy cũng phụ thuộc nhiều vào những vật cản này